# Strömsbro IF
Strömsbro IF, bildad 2 januari 1921, är en idrottsförening i Strömsbro i Sverige.

## Sektioner

### Bandy
Klubben bedriver bandy. Damlaget har spelat i Sveriges högsta division.

### Fotboll
I fotboll degraderades klubbens herrlag 2001 från Division 4 (då Sveriges femte högsta division), och sedan startade man om med ett ungt och lovande lag i division 6. Säsongen 2007 var man nära att få kvala till division 5, och spelade samma år kvartsfinalen i DM mot allsvenska Gefle IF stod för motståndet. Matchen spelades i strålande sol och lockade 350 betalande åskådare till Testebovallen.
Damlaget, som är föreningens framgångsrikaste sektion vad gäller fotboll, spelade tre säsonger i Allsvenskan, 1988, 1989 och 1990. Efter några år i Division 1 beslutade man sig för att lägga ner verksamheten. I slutet av 90-talet återupptog man igen och laget spelar idag (2011) i division II. Många bra spelare har fostrats och utvecklats i föreningen. Systrarna Lundström, Helena och Annika, spelade båda i damlandslaget i slutet av 80-talet vilket även Birgitta Persson (då Hållstrand) också gjorde. Fotbollens flicksida har alltid varit väl fungerade genom tiderna, även under den tiden damlagets verksamhet låg nere.
Leif Holmqvist stod i fotbollsmålet för Strömsbro IF en gång i tiden.

### Innebandy
Klubben bedriver innebandy. Ungdomsverksamheten består av många lag för pojkar och flickor. Klubbens herrlag, spelade säsongen 2010/2011 i Div. 2 GUDH-serien. Lagets ambition är att inom en framtid tillhöra Gästriklands bästa lag. I klubben har många talangfulla spelare spelat däribland Mattias Proos, Fredrik "Captain" Eriksson, Oscar Bendrik, Oskar Dahlgren, Tim Jansson och Joel Zebhmar.

### Ishockey
Klubben spelade i Sveriges högsta serie från säsongen 1957/1958 till säsongen 1962/1963 samt igen säsongerna 1963/1964, 1964/1965 och 1967/1968. Säsongen 1963/64 var lagets mest framgångsrika, då man nådde en fjärdeplats i Division I Norra och spelade slutspel om SM, där man kom på 7:e plats. Föreningen, liksom samhället, kallas ibland Rallarbo sedan ett järnvägsbygge under 1880-talet då många rallare bodde på orten. Hemmamatcherna spelas på Testebovallen.
Strömsbro var pionjärer inom hockeyn i Gästrikland och har fostrat många framgånsrika spelare genom tiderna.  Valter Åhlén, världsmästare i Moskva 1957, och Gert Blomé, Per-Olov "Perra" Härdin och Bertil "Masen" Karlsson, världsmästare i Colorado Springs 1962 kom från Strömsbro IF. Målvaktslegendarerna Leif Holmqvist, William Löfqvist, Berndt "Skräcken" Karlsson och Bengt-Olov Andreassen har samtliga rötter i Strömsbro IF. 
Efter degraderingen från högsta divisionen var Strömsbro topplag i andradivisionen i tre decennier. Efter Elitseriens tillkomst inför säsongen 1975/1976 var man ständigt i kvalspel till Elitserien. 1983 åkte grannarna Gävle GIK ur Strömsbro IF:s serie efter några division 1-säsonger, och de gamla rivalerna slog sina påsar ihop.
Den nya sammanslagningen, Strömsbro/Gävle Hockeyförening 1983, kallades de första åren S/G 83, men skiftade sedan till S/G Hockey. De första åren efter sammanslagningen hade S/G ett av de bästa division 1-lagen och var topplag i Allsvenskan efter jul, men vartefter föll man tillbaka. 1991 lämnade Strömsbro samarbetet och började om på egen hand i division 4. Redan första året gick man upp i dåvarande division 3 (motsvarande division 2 sedan 1999/2000), där man mestadels spelat sedan dess. Till säsongen 2019/2020 har man kvalificerat sig för Hockeyettan som nu är tredjeliga i Sverige.

### Säsonger
Nedan en översikt över Strömsbros säsonger i början av sin historia och högre divisioner. De första åren spelades i lokala serien i Gästrikland, men serierna anslöts snart till det nationella seriesystemet genom Division II. Tre gånger under 1940-talet deltog man i SM, utan att nå några större framgångar.
| Säsong       | Division                      | Placering    | Kval/PlayoffSM                                  |              |
| Strömsbro IF | Strömsbro IF                  | Strömsbro IF | Strömsbro IF                                    | Strömsbro IF |
| ------------ | ----------------------------- | ------------ | ----------------------------------------------- | ------------ |
| 1939/1940    | Gästrikeserien, Div B         | 2            | 4:a i Strömsbroserien, Div. B                   |              |
| 1940/1941    | Strömsbroserien, Div B        | 1            |                                                 |              |
| 1941/1942    | Gästrikeserien                | 2            | 2:a i Strömsbroserien                           |              |
| 1942/1943    | Division II Norra             | 4            |                                                 |              |
| 1943/1944    | Division II Norra             | 4            | SM: Utslagna i andra kvalomgången av Traneberg  |              |
| 1944/1945    | Division II Norra             | 4            | SM: Utslagna i första kvalomgången av Sandviken |              |
| 1945/1946    | Division II Norra             | 6            | SM: Utslagna i första omgången av Mora          |              |
| 1946/1947    | Division II Norra             | 7            |                                                 |              |
| 1947/1948    | Division II Norra             | 4            | nerflyttade                                     |              |
| 1948/1949    | Division III Uppsvenska Södra | 2            |                                                 |              |
| 1949/1950    | Division III Uppsvenska Östra | 1            | uppflyttade                                     |              |
| 1950/1951    | Division II Norra             | 5            | nerflyttade                                     |              |
| 1951/1952    | Division III Uppsvenska Östra | 1            | uppflyttade                                     |              |
| 1952/1953    | Division II Norra             | 4            |                                                 |              |
| 1953/1954    | Division II Norra             | 2            |                                                 |              |
| 1954/1955    | Division II Norra A           | 2            |                                                 |              |
| 1955/1956    | Division II Norra             | 5            |                                                 |              |
| 1956/1957    | Division II Östra A           | 1            | 2:a i kvalserien, uppflyttade                   |              |
| 1957/1958    | Division I Norra              | 6            |                                                 |              |
| 1958/1959    | Division I Norra              | 4            |                                                 |              |
| 1959/1960    | Division I Norra              | 6            |                                                 |              |
| 1960/1961    | Division I Norra              | 5            |                                                 |              |
| 1961/1962    | Division I Norra              | 5            | 7:a i kvalificeringsserien, nerflyttade         |              |
| 1962/1963    | Division II Östra A           | 1            | 1:a i kvalserien, uppflyttade                   |              |
| 1963/1964    | Division I Norra              | 4            | 7:a i mästerskapsserien                         |              |
| 1964/1965    | Division I Norra              | 7            | 3:a i norra kvalserien, nerflyttade             |              |
| 1965/1966    | Division II Östra A           | 2            |                                                 |              |
| 1966/1967    | Division II Östra A           | 1            | 1:a i norra kvalserien, uppflyttade             |              |
| 1967/1968    | Division I Norra              | 8            | nerflyttade                                     |              |
| 1968/1969    | Division II Östra A           | 3            |                                                 |              |
| 1969/1970    | Division II Östra A           | 4            |                                                 |              |
| 1970/1971    | Division II Östra A           | 3            |                                                 |              |
| 1971/1972    | Division II Östra A           | 1            | 4:a i norra kvalserien                          |              |
| 1972/1973    | Division II Östra A           | 2            |                                                 |              |
| 1973/1974    | Division II Östra A           | 1            | 3:a i norra kvalserien                          |              |
| 1974/1975    | Division II Norra B           | 4            |                                                 |              |

Anmärkning
1. 1 2  Laget spelade i två olika lokala serier detta år.

När seriesystemet lades om 1975 placerades Strömsbro i Division I som var den nya andradivisionen där man förblev ett topplag. 1983–1991 hade man ett samarbete med Gävle GIK under namnet S/G 83. När samarbetet tog slut började man i Division IV och det tog till 2019 innan man var tillbaka i Hockeyettan som då blivit tredjedivisionen.
| Säsong                                    | Division             | Placering | Vårserie                             | Kval/Playoff                                        |
| ----------------------------------------- | -------------------- | --------- | ------------------------------------ | --------------------------------------------------- |
| 1975/1976                                 | Division I Västra    | 3         |                                      | Playoff: Besegrar Kiruna AIF, utslagna av Mora      |
| 1976/1977                                 | Division I Västra    | 3         |                                      | Playoff: Utslagna av Timrå                          |
| 1977/1978                                 | Division I Västra    | 3         |                                      | Playoff: Utslagna av Björklöven                     |
| 1978/1979                                 | Division I Västra    | 4         |                                      | Playoff: Utslagna av HV71                           |
| 1979/1980                                 | Division I Västra    | 3         |                                      | Playoff: Utslagna av Karlskrona                     |
| 1980/1981                                 | Division I Västra    | 3         |                                      | Playoff: Besegrar Boden, utslagna av Timrå          |
| 1981/1982                                 | Division I Östra     | 5         |                                      |                                                     |
| 1982/1983                                 | Division I Östra     | 7         | 5:a i fortsättningsserien            |                                                     |
| Strömsbro/Gävle HF 83 (S/G 83)            |                      |           |                                      |                                                     |
| 1983/1984                                 | Division I Östra     | 4         | 2:a i fortsättningsserien            | Playoff: Utslagna av Piteå                          |
| 1984/1985                                 | Division I Västra    | 1         | 4:a i Allsvenskan                    | Playoff: Besegrar Huddinge IK, utslagna av HV71     |
| 1985/1986                                 | Division I Västra    | 1         | 3:a i Allsvenskan                    | Playoff: Besegrar Vita Hästen, utslagna av Hammarby |
| 1986/1987                                 | Division I Västra    | 6         | 3:a i fortsättningsserien            |                                                     |
| 1987/1988                                 | Division I Östra     | 6         | 5:a i fortsättningsserien            |                                                     |
| 1988/1989                                 | Division I Östra     | 8         | 4:a i fortsättningsserien            |                                                     |
| 1989/1990                                 | Division I Västra    | 5         | 2:a i fortsättningsserien            | Playoff: Utslagna av Sundsvall                      |
| 1990/1991                                 | Division I Västra    | 6         | 6:a i fortsättningsserien            |                                                     |
| Strömsbro IF                              |                      |           |                                      |                                                     |
| 1991–2019 spelade man i lägre divisioner. |                      |           |                                      |                                                     |
| 2019/2020                                 | Hockeyettan Östra    | 7         | 1:a i Vårettan                       | Playoff: Utslagna av Troja                          |
| 2020/2021                                 | Hockeyettan Östra    | 6         | 2:a i Vårettan                       |                                                     |
| 2021/2022                                 | Hockeyettan Östra    | 4         | 8:a i Allettan Norra                 | Slutspel: Utslagna av Dalen                         |
| 2022/2023                                 | Hockeyettan Östra    | 4         | 6:a i Allettan Norra                 | Slutspel: Utslagna av Halmstad                      |
| 2023/2024                                 | Hockeyettan Östra    | 6         | 1:a i Vårettan                       | Slutspel: Utslagna av Halmstad                      |
| 2024/2025                                 | Hockeytvåan Västra A | 1         | Playoff: Besegrar Fagersta och Gävle | 1:a i kvalserien, uppflyttade                       |
| 2025/2026                                 | Hockeyettan Norra    |           |                                      |                                                     |

### Fotnoter
1. ↑  Jimmy Lindahl (29 april 2004). ”Maratontabell för högsta damserien 1978-2003”. Bolletinen. http://www.bolletinen.se/sfs/pdf/stat_d_maraton_1978_2003_maratontab_f_hogsta_damserien.pdf. Läst 13 oktober 2013.
2. ↑  ”1900-talet - Egnahemsbyggande, Föreningsliv och Fabriksnedläggning”. BRF Lansen. https://www.hsb.se/sodra-norrland/brf/lansen/stromsbro-historia/1900-talet---egnahemsbyggande-foreningsliv-och-fabriksnedlaggning/. Läst 29 juli 2019.
3. ↑  ”Gävles anrika hockeyhistoria”. svenskafans.com. 14 januari 2014. https://www.svenskafans.com/hockeyzon/bif/gavles-anrika-hockeyhistoria-del-1-498290. Läst 29 juli 2019.
4. 1 2  ”Strömsbro IF”. Elite Prospects. https://www.eliteprospects.com/team/371/stromsbro-if?team-history=complete#team-history. Läst 20 november 2021.
5. ↑  Berglund, Helge, red (1972). Pucken: en bok om svensk ishockey. Stockholm: Strömbergs idrottsböcker. sid. 274–277. Libris 7745572. ISBN 91-85110-94-9